# گوستاف لیندبلوم
گوستاف لیندبلوم (انگلیسی: Gustaf Lindblom؛ ۳ دسامبر ۱۸۹۱ – ۲۶ آوریل ۱۹۶۰) ورزشکار پرش سه‌گام اهل سوئد بود.
وی در مسابقات کشوری و بین‌المللی در مجموع برندهٔ ۱ مدال طلا شده‌است.